# Dorma
Dorma är en tillverkare av dörrstängare, dörrautomatik, lås, säkerhetsprodukter, mobila väggar samt designbeslag till glaspartier. Dorma grundades den 1 juli 1908 som Dörken + Mankel KG i Ennepetal, Tyskland. Dorma-koncernen finns i dag representerad med 71 dotterbolag i 49 länder.
Den 30 april 2015 meddelade Dorma och schweiziska konkurrenten Kaba att de planerade en sammanslagning. De nya företaget Dorma-Kaba skulle ha en ägarfördelning där 52,5% ägdes av Kaba Holding och 47,5% av Dorma. Den 1 september 2015 meddelades att fusion blivit klar. Efter detta räknas Dorma som ett dotterbolag till Dorma-Kaba Holding AG.

## Organisation och verksamhet
Företaget är uppdelat i sex divisioner: dörrkontroll, automation, glas, flyttbara väggar, säkerhetssystem och åtkomstkontroll.  Dormas huvudkontor ligger i Ennepetal och kontrollerar 69 helägda bolag i 45 olika länder.  Dess främsta produktionsanläggningar finns i Europa, Kina, Malaysia, Nordamerika och Sydamerika.

## Dorma i Sverige
I Sverige har Dorma sitt huvudkontor i Västra Frölunda, Göteborg. Men har även kontor i Arlöv, Solna och Uddevalla.